# 발칸반도 전선
발칸반도 전선은 제1차 세계 대전 중 연합국으로 대표되는 영국, 프랑스, 러시아, 세르비아, 몬테네그로(나중에 루마니아 왕국과 그리스 왕국도 참전)과 동맹국으로 대표되는 독일 제국, 오스트리아-헝가리, 오스만 제국, 불가리아 왕국이 싸운 전쟁이다.
제1차 세계 대전은 오스트리아-헝가리와 세르비아의 갈등으로 시작했고 몇몇 초기 전투들도 양국 간 발생했다. 세르비아는 오스트리아-헝가리에 대항해 1915년 말 정복될 때까지 1년 넘게 저항했다.
달마티아는 이탈리아 왕국과 세르비아가 오스트리아-헝가리로부터 가져오려던 전략 지역이었다. 이탈리아 왕국은 1915년 이탈리아 왕국의 달마티아 획득을 보장한 런던 조약으로 참전했다.
연합국의 외교를 통해 1916년 루마니아 왕국이 참전했지만 이는 루마니아인에게 재앙이 됐다. 참전 직후 독일 제국, 오스트리아-헝가리, 불가리아 왕국이 1916년 12월 끝난 급격한 전역에서 루마니아 왕국 국토의 2/3를 함락했다.
1917년 그리스 왕국은 연합국편에 참전했고 1918년 다국적 동방 연합군이 결국 불가리아 왕국을 공격해 세르비아를 수복했다.